# Doc Holliday (sang)
"Doc Holliday" en sang fra det danske heavy metalband Volbeats femte studiealbum, der blev udgivet i september 2014, som den syvende og sidste single fra gruppens femte studiealbum, Outlaw Gentlemen & Shady Ladies, fra 2013. Sangen omhandler den berømte fredløse revolvermand af samme navn.
Singlens B-side er sangen "Lonesome Rider", der er en duet med den canadiske sange Sarah Blackwood, kendt fra gruppen Walk off the Earth.

## Spor
| #  | Titel                                    | Længde |
| -- | ---------------------------------------- | ------ |
| 1. | "Doc Holliday"                           | 5:46   |
| 2. | "Lonesome Rider" (feat. Sarah Blackwood) | 4:05   |

## Hitlister
| Hitliste (2014) | Højeste placering |
| --------------- | ----------------- |
| US Main. Rock   | 9                 |
| US Rock         | 42                |

## Medvirkende
- Michael Poulsen – vokal, rytmeguitar
- Rob Caggiano – leadguitar
- Anders Kjølholm – basguitar
- Jon Larsen – trommer